# Herbert Spinden
Herbert Spinden, né en 1879 à Huron et mort en 1967, est un mayaniste américain.